# Dubowoje (Żydowski Obwód Autonomiczny)
Dubowoje (ros. Дубовое) – wieś w Rosji, w Żydowskim Obwodzie Autonomicznym, w rejonie birobidżańskim. W 2010 liczyła 1043 mieszkańców.